# Рингелай
Рингелай (нем. Ringelai) — община в Германии, в Республике Бавария.
Община расположена в правительственном округе Нижняя Бавария в районе Фрайунг-Графенау.
По данным на 31 декабря 2015 года:
- территория —  1638,79 га;
- население —  1899 чел.;
- плотность населения —  115,88 чел./км²;
- землеобеспеченность с учётом внутренних вод —  8629,75 м²/чел.

До 1 января 1994 года община входила в состав административного сообщества Перлесройт.

## Население
По оценке на 31 декабря 2015 года население общины Рингелай составляет 1899 чел. 

| Дата      | 1840 | 1871 | 1900 | 1925 | 1939 | 1950 | 1961 | 1970 | 1987 | 2011 |
| --------- | ---- | ---- | ---- | ---- | ---- | ---- | ---- | ---- | ---- | ---- |
| Население | 801  | 791  | 803  | 977  | 1162 | 1469 | 1416 | 1641 | 1813 | 1966 |

| Год       | 1960 | 1970 | 1980 | 1990 | 2000 | 2009 | 2010 | 2011 | 2012 | 2013 | 2014 | 2015 |
| --------- | ---- | ---- | ---- | ---- | ---- | ---- | ---- | ---- | ---- | ---- | ---- | ---- |
| Население | 1413 | 1650 | 1703 | 1916 | 2144 | 2038 | 2047 | 1977 | 1954 | 1936 | 1925 | 1899 |